# Kwas cytrynowy
Kwas cytrynowy (łac. acidum citricum), E330 – organiczny związek chemiczny z grupy hydroksykwasów karboksylowych. Zawiera trzy grupy karboksylowe.
Kwas cytrynowy jest uważany za związek bezpieczny, jednak może powodować uszkodzenia oczu w przypadku bezpośredniego kontaktu. Doniesienia o możliwym działaniu rakotwórczym są całkowicie błędne.

## Występowanie
Kwas cytrynowy występuje w niewielkich ilościach w większości organizmów żywych, gdyż spełnia ważną rolę w metabolizmie węglowodanów. Jego forma zjonizowana (cytrynian) jest ważnym produktem przejściowym w cyklu Krebsa (zwanym stąd cyklem kwasu cytrynowego). W większych ilościach występuje w niektórych owocach, np. w cytrynach, w których stanowi nawet do 8% suchej masy (co odpowiada 0,65% masy świeżej cytryny).

## Otrzymywanie
W przemyśle kwas cytrynowy jest otrzymywany głównie przez fermentację cytrynową na pożywce z oczyszczonego cukru lub hydrolizatu skrobi za pomocą kultur kropidlaka czarnego (Aspergillus niger) hodowanego na podłożu o początkowym pH 2,5–3,5.
Może być otrzymywany syntetycznie.
Można go uzyskać w postaci krystalicznej w formie bezwodnej lub jako monohydrat i w obu tych postaciach jest dostępny w handlu.

## Zastosowanie
Kwas cytrynowy jest używany jako regulator kwasowości i przeciwutleniacz w produktach spożywczych, a także jako kwasowy środek myjący w różnych procesach czyszczących. Sole kwasu cytrynowego – cytryniany – są stosowane jako leki przy niedoborze określonego metalu w organizmie.
Jest wykorzystywany także w przemyśle farmaceutycznym oraz w gospodarstwie domowym pod nazwą kwasek cytrynowy.